# Anders Mastrup
Anders Mastrup (født 19. november 1957 i København, død 4. maj 2025) var en dansk filmproducer og animator. Han var blandt medstifterne af det danske animationsstudie A. Film.

## Liv og karriere
Anders Mastrup var søn af Tom og Anna Signe Mastrup (født Kremmer). Han blev student fra Virum Gymnasium og studerede derefter historie på Københavns Universitet. Under sine studier begyndte han at deltage i diverse aktiviteter af kulturel art, blandt andet i produktionen af radioudsendelser, dokumentarfilm, kulturfestivaler, gadeteater og ølejr. På grund af sine erfaringer med at organisere, blev han i 1986 tilbudt at arbejde på tegnefilmen Valhalla, hvilket han accepterede.
I 1988 startede Anders Mastrup sammen med Karsten Kiilerich, Stefan Fjeldmark, Jørgen Lerdam og Hans Perk animationsstudiet A. Film. Selskabet har tit samarbejdet med Nordisk Film og har blandt andet lavet animation til spillefilm, tv-serier og reklamer. A. Film har også været med til at lave udenlandske animationsfilm.

## Privatliv
Mastrup var gift med Ulla Ebbesen Larney.
Mastrups kone er forperson for Nordic Animation, et netværk bestående af de førende animationsstudier og -producere i Skandinavien og Finland.